# Lwika
La Lwika, aussi écrit Luika, est une rivière du Katanga et du Maniema au Congo-Kinshasa, et un affluent du Lwalaba (Congo).